# 560. Volksgrenadier-Division

Truppenkennzeichen der 560. Volksgrenadier-Division

Die 560. Volksgrenadier-Division war eine deutsche Infanteriedivision im Zweiten Weltkrieg. 
In zwei Stufen wurde die 560. Infanterie-Division in die neue 560. Volksgrenadier-Division beim Armeeoberkommando Dänemark (Moss) umorganisiert. Dies folgte am 10. August 1944 und am 18. September 1944 als Division nach der 32. Aufstellungswelle. Am 9. Oktober 1944 wurde die Aufstellung bestätigt und die Division kam, im Dezember 1944 beim Wehrmachtsbefehlshaber Dänemark bei Kolding stehend, von Dänemark an die Westfront. 
Im Januar 1945 war die Division, der 6. Panzerarmee unterstellt, in den Ardennen und nahm hier an der Ardennenoffensive teil und wurde fast ganz zerschlagen. Ab Februar 1945 war er bei der 7. Armee in der Eifel. Anfang März 1945 war die Division in der Operation Lumberjack eingebunden und wurde im gleichen Monat zerschlagen. Teile der Division standen zu Kriegsende im Ruhrkessel. 
Kommandeure waren: 
- Generalleutnant Erich Hoffmann, ehemaliger Kommandeur der 560. Infanterie-Division: von der Aufstellung bis Mitte November 1944
- Oberst/Generalmajor Rudolf Bader: von Mitte November 1944 bis Ende März 1945
- Oberst/Generalmajor Rudolf Langhaeuser: von Ende März 1945 bis Kriegsende